# 静岡ターミナル開発
静岡ターミナル開発株式会社（しずおかターミナルかいはつ）は、静岡県静岡市に本社を置く日本の不動産会社。東海旅客鉄道(JR東海)の子会社（連結子会社）。
静岡駅の駅ビル「パルシェ」、沼津駅の駅ビル「アントレ」の管理・運営を行っている。 

## 運営する主な施設
- パルシェ
  - 静岡駅構内で駅ビル形式による店舗の賃貸及びその管理を事業とし、ほかに600台収容できる駐車場事業を併営。建屋は、本館（駅ビル）と食彩館（高架下）とに大別され、専門店190店からなるショッピングセンター。
- アントレ
  - 沼津駅構内で駅ビル形式による店舗の賃貸及びその管理を事業としている。建屋は、1階の食料品・雑貨、2階の衣料品とに大別され、専門店40店からなるショッピングセンター。

## CMソング
- 「愛のパルシェ」
  - 作詞:伊藤アキラ 作曲:鈴木慶一 歌:杉田優子